# Équipe de Belgique de football en 2019
Maillots
Chronologie
Saison précédente Saison suivante
L'équipe de Belgique de football joue en 2019 l'intégralité des éliminatoires du Championnat d'Europe 2020 et dispute 10 rencontres pour autant de victoires.

## Objectifs
Le seul objectif cette année 2019 pour la Belgique est de se qualifier pour le Championnat d'Europe 2020.

## Résumé de la saison

Roberto Martínez dévoile le vendredi 15 mars sa sélection pour les deux premières rencontres qualificatives des Diables Rouges en vue de l'Euro 2020, le jeudi 21 mars contre la Russie et le dimanche 24 mars face à Chypre. Pour ce premier rassemblement depuis novembre et la lourde défaite (5-2) encourue en Ligue des nations face à la Suisse à Lucerne, le sélectionneur, qui doit désormais se passer de Marouane Fellaini qui, à 31 ans, a décidé de mettre un terme à sa carrière internationale, ratisse large et convoque pas moins de 28 joueurs. Une sélection dont sont toutefois absents Vincent Kompany, Kevin De Bruyne et Axel Witsel pour blessure. À ces défections s'ajoutent le 18 mars celles de Thomas Meunier, touché à la cuisse en championnat, et de Mousa Dembélé, blessé aux chevilles. Deux jours plus tard, c'est au tour de Romelu Lukaku de s'ajouter à la longue liste des absents et de quitter le groupe après avoir passé un scanner pour un problème au pied. Au lendemain de la rencontre face à la Russie, l'équipe se voit également amputée de Dedryck Boyata et Matz Sels alors qu'il est confirmé que Lukaku ne fera pas le voyage à Chypre, n'ayant pas assez récupéré de sa blessure. Cela n'empêche pas les Belges de remporter leurs deux rencontres (3-1 et 0-2) et de prendre d'emblée la tête du groupe,. Youri Tielemans inscrit son premier but sous la vareuse belge face aux Russes et, face aux Chypriotes, Eden Hazard plante son 30e but et devient ainsi deuxième meilleur buteur de l'histoire, égalant Paul Van Himst et Bernard Voorhoof.
Pour le deuxième diptyque de l'année face au Kazakhstan et à l'Écosse à domicile en juin, l'entraîneur national sélectionne à nouveau 28 joueurs. Jason Denayer, opéré au ménisque, et Koen Casteels, touché à la cuisse, sont indisponibles mais Vincent Kompany, Kevin De Bruyne, Axel Witsel et Romelu Lukaku font leur retour dans le groupe alors que Hendrik Van Crombrugge, le gardien de but d'Eupen, est appelé pour la première fois. Les Belges remettent une copie parfaite face aux Kazakhs (3-0) dans une rencontre largement à leur avantage en termes statistiques et qui voit Timothy Castagne inscrire son premier but en sélection. Eden Hazard fut honoré avant la rencontre pour sa 100e sélection pour les Diables, atteinte selon elle lors de la rencontre du 24 mars 2019 à Chypre, cependant la fédération belge prend en compte la participation de Hazard à un (le 26 mai 2014 contre le Luxembourg) parmi trois matchs qui ont été reconnus initialement non officiels par l'UEFA et la FIFA (outre la rencontre précitée, le 14 novembre 2012 contre la Roumanie et le 5 juin 2017 contre la Tchéquie) et le joueur comptabilise dès lors à ce moment-là 99 caps officielles... mais bien 100 caps officielles à l'occasion de la rencontre au Heysel. Toutefois, lors de la publication officielle des équipes pour la Coupe du monde au Qatar en 2022, la FIFA semble avoir fait table rase des exclusions du passé car le total des sélections des joueurs les ayant disputées inclut dorénavant également ces trois rencontres. En disposant également facilement de l'Écosse (3-0), la Belgique signe 12 points sur 12 et s'installe confortablement en tête de son groupe.
Après la trève estivale, deux rencontres en déplacement attendent l'équipe belge : tout d'abord face à Saint-Marin, le petit poucet du groupe, et ensuite le match retour contre l'Écosse. Le 30 août, Martínez annonce sa sélection dont sont logiquement absents Vincent Kompany, Timothy Castagne et Dedryck Boyata, tous indisponibles, mais aussi Axel Witsel, de manière plus inattendue cette-fois, alors que, par contre, Thorgan et Eden Hazard, pourtant annoncés blessés, y figurent bel et bien ainsi que Yari Verschaeren et Benito Raman, tous deux appelés pour la première fois. Victime d'une fracture du péroné, Koen Casteels, initialement sélectionné, doit toutefois déclarer forfait et il se voit remplacé par Hendrik Van Crombrugge. Deux jours avant la première échéance, la fédération belge annonce que les frères Hazard, Eden pour une blessure à la cuisse et Thorgan à la suite d'une gêne aux côtes, quittent la sélection et retournent dans leurs clubs respectifs. Les deux joueurs, qui n'ont pas joué avec leur club le week-end précédent, étaient déjà incertains mais, à l'étonnement des observateurs, avaient néanmoins été repris par le sélectionneur. Le lendemain, c'est au tour de Leander Dendoncker et de Simon Mignolet d'être écartés pour le premier face-à-face, tandis que Leandro Trossard, blessé à l'aîne, doit jeter l'éponge et quitter, lui aussi, la sélection. Deux victoires aisées à Serravalle (0-4) et à Glasgow (0-4) permettent aux Diables Rouges de poursuivre leur sans-faute et de se rapprocher de la qualification pour l'Euro.
Pour la double confrontation suivante, Martínez se voit obligé à nouveau de composer avec quelques absences remarquées pour cause de blessures, notamment celles des valeurs sûres Kevin De Bruyne, Koen Casteels, Jason Denayer et Vincent Kompany. Sa sélection, rendue publique le 4 octobre, si elle s'en ressent, n'est toutefois pas révolutionnaire car, au sein des 28 joueurs appelés et où Yari Verschaeren est confirmé, la seule surprise est Maxime Lestienne, absent des sélections depuis 2013 à l'occasion d'une joute amicale face aux États-Unis. L'ailier du Standard de Liège est toutefois contraint d'immédiatement quitter le groupe car il se blesse aux ischios en championnat lors d'un duel face à l'Antwerp. La liste des absents s'allonge ensuite de trois noms supplémentaires, Leander Dendoncker, atteint de gastro-entérite, et Simon Mignolet, récemment devenu papa, déclarant tous deux forfaits alors qu'Hendrik Van Crombrugge s'éclipse lui aussi pour « être suivi médicalement du côté du Sporting d'Anderlecht » et est remplacé par Jens Teunckens (en). Doublure de Sinan Bolat à l'Antwerp, celui-ci fait son entrée dans l'équipe A après avoir fait partie du groupe des Diablotins à l'Euro U21 en juin où il était le troisième gardien dans la hiérarchie de Johan Walem, derrière Ortwin De Wolf et Nordin Jackers. Alors que Romelu Lukaku est encore incertain face à Saint-Marin et qu'Hans Vanaken devrait se voir offrir du temps de jeu dans l'une ou l'autre des deux rencontres et glâner ainsi ses premières minutes depuis près d'un an et le duel face à l'Islande en Ligue des nations, le sélectionneur s'attend à un bon niveau de performance car l'enjeu est simple : si les Belges s'imposent face à la micro-république, ils sont mathématiquement qualifiés. Ses joueurs lui donnent raison en réalisant un véritable carton à domicile (9-0), égalant au passage leur plus large victoire de l'histoire pour la troisième fois, et après avoir enchaîné sept victoires en sept rencontres. La Belgique s'impose ensuite au Kazakhstan (0-2) et conserve ainsi la tête de son groupe.
La qualification en poche, les deux dernières rencontres de l'année pourraient a priori ne s'apparenter pour les Diables Rouges qu'à des joutes amicales mais rien n'est plus faux aux yeux de Martínez car ces deux duels revêtent tout de même d'une grande importance, d'abord pour la première place du groupe afin d'assurer le rang de l'équipe et de justifier sa 1re place au classement mondial, ensuite pour garantir un statut de tête de série lors du tirage au sort de la phase finale. Le sélectionneur convoque dès lors 29 joueurs, dont, à la surprise générale, le jeune Anderlechtois Elias Cobbaut, pour défier la Russie le 16 novembre à Saint-Pétersbourg et Chypre trois jours plus tard à Bruxelles. Préféré notamment à Christian Kabasele et Björn Engels, qui évoluent tous deux pourtant en Premier League, respectivement avec Watford et Aston Villa, Cobbaut est appelé pour la première fois en équipe première par le Catalan et est censé pallier les défections de Jan Vertonghen et Thomas Meunier. Alors qu'il avait dû malheureusement renoncer lors du rassemblement précédent, Maxime Lestienne est à nouveau présent dans la liste. L'équipe belge clôture sa campagne qualificative avec deux nouvelles victoires, en Russie (1-4) et à domicile, grâce à un nouveau carton face à Chypre (6-1), en signant un bilan parfait de 30 points et 10 victoires en 10 rencontres, une première dans son histoire.
L'année s'achève avec le tirage au sort de la phase finale de l'Euro qui a lieu le 30 novembre à Bucarest et la Belgique est versée dans le groupe B, dont les rencontres se disputent au Stade de Saint-Pétersbourg ainsi qu'au Parken Stadium de Copenhague, en compagnie du Danemark, de la Finlande et de la Russie.

## Bilan de l'année
L'objectif est atteint, les Diables Rouges sont, au soir du 10 octobre, mathématiquement qualifiés pour la phase finale du Championnat d'Europe 2020, disputé du 12 juin au 12 juillet 2020 dans plusieurs villes d'Europe. La Belgique conserve en outre sa 1re place au classement de la FIFA pour la 2e année consécutive.

### Championnat d'Europe 2020

#### Éliminatoires (Groupe I)
| Rang | Équipe      | Pts | J  | G  | N | P  | Bp | Bc | Diff |  | Résultats (▼ dom., ► ext.) |     |     |     |     |     |     |
| ---- | ----------- | --- | -- | -- | - | -- | -- | -- | ---- |  | -------------------------- | --- | --- | --- | --- | --- | --- |
| 1    | Belgique    | 30  | 10 | 10 | 0 | 0  | 40 | 3  | +37  |  | Belgique                   |     | 3-1 | 3-0 | 6-1 | 3-0 | 9-0 |
| 2    | Russie      | 24  | 10 | 8  | 0 | 2  | 33 | 8  | +25  |  | Russie                     | 1-4 |     | 4-0 | 1-0 | 1-0 | 9-0 |
| 3    | Écosse (B)  | 15  | 10 | 5  | 0 | 5  | 16 | 19 | -3   |  | Écosse (B)                 | 0-4 | 1-2 |     | 2-1 | 3-1 | 6-0 |
| 4    | Chypre      | 10  | 10 | 3  | 1 | 6  | 15 | 20 | -5   |  | Chypre                     | 0-2 | 0-5 | 1-2 |     | 1-1 | 5-0 |
| 5    | Kazakhstan  | 10  | 10 | 3  | 1 | 6  | 13 | 17 | -4   |  | Kazakhstan                 | 0-2 | 0-4 | 3-0 | 1-2 |     | 4-0 |
| 6    | Saint-Marin | 0   | 10 | 0  | 0 | 10 | 1  | 51 | -50  |  | Saint-Marin                | 0-4 | 0-5 | 0-2 | 0-4 | 1-3 |     |

- Sélection directement qualifiée pour l'Euro 2020

### Classement mondial FIFA
| Classement | Équipe     | Score total (déc. 2019) | Points précédents (déc. 2018) | Évolution | Position        |
| ---------- | ---------- | ----------------------- | ----------------------------- | --------- | --------------- |
| 1          | Belgique   | 1 765                   | 1 727                         | +38       | en stagnation   |
| 2          | France     | 1 733                   | 1 726                         | +7        | en stagnation   |
| 3          | Brésil     | 1 712                   | 1 676                         | +36       | en stagnation   |
| 4          | Angleterre | 1 661                   | 1 631                         | +30       | en augmentation |
| 5          | Uruguay    | 1 645                   | 1 609                         | +36       | en augmentation |

Source : FIFA.

## Les matchs
| Championnat d'Europe 2020 Éliminatoires - Groupe I            | Belgique                              | 3 - 1                         | Russie            | Stade Roi Baudouin Laeken, Belgique             |                                                 |
| 21 mars 2019 · 20:45 heure locale · Historique des rencontres | Tielemans 14e · Hazard 45e (pen.) 88e | (2 – 1)                       | Cheryshev 16e     | Spectateurs : 34 245 Arbitrage : Ovidiu Hațegan | Spectateurs : 34 245 Arbitrage : Ovidiu Hațegan |
| 21 mars 2019 · 20:45 heure locale · Historique des rencontres |                                       | Rapport (UEFA) Rapport (RBFA) | Golovine 19e, 90e | Spectateurs : 34 245 Arbitrage : Ovidiu Hațegan | Spectateurs : 34 245 Arbitrage : Ovidiu Hațegan |

| Championnat d'Europe 2020 Éliminatoires - Groupe I            | Chypre                        | 0 - 2   | Belgique                   | Stade GSP Nicosie, Chypre                         |                                                   |
| 24 mars 2019 · 21:45 heure locale · Historique des rencontres |                               | (0 – 2) | Hazard 10e · Batshuayi 18e | Spectateurs : 8 728 Arbitrage : François Letexier | Spectateurs : 8 728 Arbitrage : François Letexier |
| 24 mars 2019 · 21:45 heure locale · Historique des rencontres | Rapport (UEFA) Rapport (RBFA) |         |                            | Spectateurs : 8 728 Arbitrage : François Letexier | Spectateurs : 8 728 Arbitrage : François Letexier |

| Championnat d'Europe 2020 Éliminatoires - Groupe I           | Belgique                                | 3 - 0   | Kazakhstan | Stade Roi Baudouin Laeken, Belgique                |                                                    |
| 8 juin 2019 · 20:45 heure locale · Historique des rencontres | Mertens 11e · Castagne 14e · Lukaku 50e | (2 – 0) |            | Spectateurs : 37 155 Arbitrage : Irfan Peljto (en) | Spectateurs : 37 155 Arbitrage : Irfan Peljto (en) |
| 8 juin 2019 · 20:45 heure locale · Historique des rencontres | Rapport (UEFA) Rapport (RBFA)           |         |            | Spectateurs : 37 155 Arbitrage : Irfan Peljto (en) | Spectateurs : 37 155 Arbitrage : Irfan Peljto (en) |

Note : Eden Hazard fut honoré avant la rencontre pour sa 100e sélection pour les Diables Rouges, atteinte lors de la rencontre du 24 mars 2019 à Chypre.
| Championnat d'Europe 2020 Éliminatoires - Groupe I            | Belgique                           | 3 - 0   | Écosse | Stade Roi Baudouin Laeken, Belgique                  |                                                      |
| 11 juin 2019 · 20:45 heure locale · Historique des rencontres | Lukaku 45+1e 57e · De Bruyne 90+2e | (1 – 0) |        | Spectateurs : 32 482 Arbitrage : Petr Ardeleánu (en) | Spectateurs : 32 482 Arbitrage : Petr Ardeleánu (en) |
| 11 juin 2019 · 20:45 heure locale · Historique des rencontres | Rapport (UEFA) Rapport (RBFA)      |         |        | Spectateurs : 32 482 Arbitrage : Petr Ardeleánu (en) | Spectateurs : 32 482 Arbitrage : Petr Ardeleánu (en) |

| Championnat d'Europe 2020 Éliminatoires - Groupe I                | Saint-Marin                   | 0 - 4   | Belgique                                              | Stadio Olimpico Serravalle, Saint-Marin             |                                                     |
| 6 septembre 2019 · 20:45 heure locale · Historique des rencontres |                               | (0 – 1) | Batshuayi 23e (pen.) 90+2e · Mertens 57e · Chadli 63e | Spectateurs : 2 523 Arbitrage : Horațiu Feșnic (ro) | Spectateurs : 2 523 Arbitrage : Horațiu Feșnic (ro) |
| 6 septembre 2019 · 20:45 heure locale · Historique des rencontres | Rapport (UEFA) Rapport (RBFA) |         |                                                       | Spectateurs : 2 523 Arbitrage : Horațiu Feșnic (ro) | Spectateurs : 2 523 Arbitrage : Horațiu Feșnic (ro) |

| Championnat d'Europe 2020 Éliminatoires - Groupe I                | Écosse                        | 0 - 4   | Belgique                                                     | Hampden Park Glasgow, Écosse               |                                            |
| 9 septembre 2019 · 19:45 heure locale · Historique des rencontres |                               | (0 – 3) | Lukaku 9e · Vermaelen 24e · Alderweireld 32e · De Bruyne 82e | Spectateurs : 25 524 Arbitrage : Paweł Gil | Spectateurs : 25 524 Arbitrage : Paweł Gil |
| 9 septembre 2019 · 19:45 heure locale · Historique des rencontres | Rapport (UEFA) Rapport (RBFA) |         |                                                              | Spectateurs : 25 524 Arbitrage : Paweł Gil | Spectateurs : 25 524 Arbitrage : Paweł Gil |

| Championnat d'Europe 2020 Éliminatoires - Groupe I               | Belgique | 9 - 0   | Saint-Marin | Stade Roi Baudouin Laeken, Belgique                         |                                                             |
| 10 octobre 2019 · 20:45 heure locale · Historique des rencontres | Lukaku 28e 41e · Chadli 31e · Brolli 35e (csc) · Alderweireld 43e · Tielemans 45+1e · Benteke 79e · Verschaeren 84e (pen.) · Castagne 90e | (6 – 0) |             | Spectateurs : 34 504 Arbitrage : Anastasios Papapetrou (nl) | Spectateurs : 34 504 Arbitrage : Anastasios Papapetrou (nl) |
| 10 octobre 2019 · 20:45 heure locale · Historique des rencontres | Rapport (UEFA) Rapport (RBFA) |         |             | Spectateurs : 34 504 Arbitrage : Anastasios Papapetrou (nl) | Spectateurs : 34 504 Arbitrage : Anastasios Papapetrou (nl) |

| Championnat d'Europe 2020 Éliminatoires - Groupe I               | Kazakhstan                    | 0 - 2   | Belgique                    | Astana Arena Noursoultan, Kazakhstan               |                                                    |
| 13 octobre 2019 · 19:00 heure locale · Historique des rencontres |                               | (0 – 1) | Batshuayi 21e · Meunier 53e | Spectateurs : 26 801 Arbitrage : Gediminas Mažeika | Spectateurs : 26 801 Arbitrage : Gediminas Mažeika |
| 13 octobre 2019 · 19:00 heure locale · Historique des rencontres | Rapport (UEFA) Rapport (RBFA) |         |                             | Spectateurs : 26 801 Arbitrage : Gediminas Mažeika | Spectateurs : 26 801 Arbitrage : Gediminas Mažeika |

| Championnat d'Europe 2020 Éliminatoires - Groupe I                | Russie                        | 1 - 4   | Belgique                                       | Stade de Saint-Pétersbourg Saint-Pétersbourg, Russie |                                                    |
| 16 novembre 2019 · 20:00 heure locale · Historique des rencontres | Djikiya 79e                   | (0 – 3) | T. Hazard 19e · E. Hazard 33e 40e · Lukaku 72e | Spectateurs : 53 317 Arbitrage : Artur Soares Dias   | Spectateurs : 53 317 Arbitrage : Artur Soares Dias |
| 16 novembre 2019 · 20:00 heure locale · Historique des rencontres | Rapport (UEFA) Rapport (RBFA) |         |                                                | Spectateurs : 53 317 Arbitrage : Artur Soares Dias   | Spectateurs : 53 317 Arbitrage : Artur Soares Dias |

| Championnat d'Europe 2020 Éliminatoires - Groupe I                | Belgique                                                                         | 6 - 1   | Chypre           | Stade Roi Baudouin Laeken, Belgique                    |                                                        |
| 19 novembre 2019 · 20:45 heure locale · Historique des rencontres | Benteke 16e 68e · De Bruyne 36e 41e · Carrasco 44e · Christoforou (en) 51e (csc) | (4 – 1) | Ioannou (en) 14e | Spectateurs : 40 568 Arbitrage : Jørgen Burchardt (da) | Spectateurs : 40 568 Arbitrage : Jørgen Burchardt (da) |
| 19 novembre 2019 · 20:45 heure locale · Historique des rencontres | Rapport (UEFA) Rapport (RBFA)                                                    |         |                  | Spectateurs : 40 568 Arbitrage : Jørgen Burchardt (da) | Spectateurs : 40 568 Arbitrage : Jørgen Burchardt (da) |

## Les joueurs
| Joueurs             | Joueurs                  | QCE 2020 | QCE 2020 | QCE 2020 | QCE 2020 | QCE 2020 | QCE 2020 | QCE 2020 | QCE 2020 | QCE 2020 | QCE 2020 |
| ------------------- | ------------------------ | -------- | -------- | -------- | -------- | -------- | -------- | -------- | -------- | -------- | -------- |
| Gardiens de but     |                          |          |          |          |          |          |          |          |          |          |          |
| Thibaut Courtois    | Real Madrid              | 90       | 90       | 90       | 90       | 90       | 90       | 90       | 90       | 90       | r        |
| Simon Mignolet      | Liverpool                | r        | r        | r        | r        | r        | r        |          |          | r        | 90       |
| Koen Casteels       | VfL Wolfsbourg           | r        | r        |          |          |          |          |          |          |          |          |
| Matz Sels           | RC Strasbourg            |          |          | r        | r        | r        | r        | r        | r        | r        | r        |
| Jens Teunckens (en) | Royal Antwerp FC         |          |          |          |          |          |          | r        | r        |          |          |
| Défenseurs          |                          |          |          |          |          |          |          |          |          |          |          |
| Toby Alderweireld   | Tottenham Hotspur        | 90       | 90       | 90       | 90       | 90       | 90       | 90       | 90       | 90       | 90       |
| Dedryck Boyata      | Celtic Glasgow           | 90       |          |          |          |          |          | r        | r        | 90       |          |
| Jan Vertonghen      | Tottenham Hotspur        | 90       | 90       | 90       | 90       | 90       | 90       | 90       | 90       |          |          |
| Thomas Vermaelen    | FC Barcelone             | r        | 90       | 78e      | 90e      | r        | 90 79e   | 90       | 90+2e    | 67e      |          |
| Jason Denayer       | Olympique lyonnais       | r        | r        |          |          | 90       |          |          |          | 67e      | 90       |
| Brandon Mechele     | Club Bruges KV           | r        | r        |          |          | r        |          | r        | 90+2e    |          | r        |
| Vincent Kompany     | Manchester City          |          |          | 78e      | 90e      |          |          |          |          |          |          |
| Elias Cobbaut       | RSC Anderlecht           |          |          |          |          |          |          |          |          | r        | 90       |
| Milieux             |                          |          |          |          |          |          |          |          |          |          |          |
| Timothy Castagne    | Atalanta BC              | 90       | 90       | 90       | r        |          |          | 90       | r        | 90       | r        |
| Youri Tielemans     | Leicester City           | 90       | 90       | 67e      | 78e      | 90       | 86e      | 90       |          | 52e      | 90       |
| Leander Dendoncker  | Wolverhampton            | 90       | 90       | r        | r        |          | 90       |          |          | r        | r        |
| Thorgan Hazard      | Borussia Mönchengladbach | 84e      | 68e      | 90       | 90e      |          |          | r        | 90       | 90       | 90       |
| Hans Vanaken        | Club Bruges KV           | r        | r        | r        |          | r        | r        | 90       | r        | r        | 90       |
| Dennis Praet        | UC Sampdoria             | r        | 89e      | r        | r        | 76e      | r        |          | 90       | r        | 68e      |
| Nacer Chadli        | AS Monaco                | 84e      | r        |          |          | 56e      | 77e      | 90       | r        |          |          |
| Leandro Trossard    | KRC Genk                 |          | r        |          |          |          |          |          |          |          |          |
| Axel Witsel         | Borussia Dortmund        |          |          | 90       | 90       |          |          | r        | 90 82e   | 90       | r        |
| Kevin De Bruyne     | Manchester City          |          |          | 67e      | 90 34e   | 76e      | 90       |          |          | 90       | 68e      |
| Thomas Meunier      | Paris Saint-Germain      |          |          | r        | 90       | 90       | 90e      |          | 90       |          |          |
| Attaquants          |                          |          |          |          |          |          |          |          |          |          |          |
| Dries Mertens       | SSC Naples               | 90 90e   | 56e      | 90       | 78e      | 55e      | 90       | 63e 51e  | 78e      | 52e      | r        |
| Eden Hazard         | Chelsea                  | 90       | 90       | 90       | 90       |          |          | 63e      | 90       | 90       | 64e      |
| Michy Batshuayi     | Crystal Palace           | 90       | 89e      | 72e      | r        | 90       | r        | r        | 78e 11e  | 77e      | r        |
| Christian Benteke   | Crystal Palace           | r        | r        | r        | r        | r        | r        | 76e      | 78e      | r        | 79e      |
| Yannick Carrasco    | Dalian Yifang FC         | r        | 68e      | r        | 90e      | 90       | 77e      | 63e      | 78e      | r        | 90       |
| Divock Origi        | Liverpool                | r        | r        | r        | r        | 55e      | r        | r        | r        | r        | 79e      |
| Adnan Januzaj       | Real Sociedad            | r        | 56e      |          | r        | 56e      | r        | r        | r        |          |          |
| Romelu Lukaku       | Manchester United        |          |          | 72e      | 90       | r        | 90       | 76e      |          | 77e      | r        |
| Yari Verschaeren    | RSC Anderlecht           |          |          |          |          | r        | 86e      | 63e      | r        |          | 64e      |
| Benito Raman        | Schalke 04               |          |          |          |          | r        | 90e      |          |          |          |          |

Un « r » indique un joueur qui était parmi les remplaçants mais qui n'est pas monté au jeu.
1. 1 2 3 4  Première sélection officielle pour le joueur.
2. ↑  Dernière sélection officielle pour le joueur.
3. 1 2 3  Premier but officiel pour le joueur.

## Aspects socio-économiques

### Audiences télévisuelles
| Jour de diffusion | Match                  | Compétition          | Diffuseur francophone | Téléspectateurs | Part d'audience | Diffuseur néerlandophone | Téléspectateurs | Part d'audience |
| ----------------- | ---------------------- | -------------------- | --------------------- | --------------- | --------------- | ------------------------ | --------------- | --------------- |
| 21 mars 2019      | Belgique - Russie      | Championnat d'Europe | La Une                | 774 099         | 43,4%           | VTM                      | 1 123 928       | 45,1%           |
| 24 mars 2019      | Chypre - Belgique      | Championnat d'Europe | La Une                | 789 846         | 43,0%           | VTM                      | 1 075 076       | 36,5%           |
| 8 juin 2019       | Belgique - Kazakhstan  | Championnat d'Europe | La Une                | 653 927         | 41,0%           | VTM                      | 1 141 782       | 50,0%           |
| 11 juin 2019      | Belgique - Écosse      | Championnat d'Europe | La Une                | 824 547         | 45,4%           | VTM                      | 1 269 475       | 44,7%           |
| 6 septembre 2019  | Saint-Marin - Belgique | Championnat d'Europe | La Une                | 581 194         | 40,1%           | VTM                      | 855 180         | 41,8%           |
| 9 septembre 2019  | Écosse - Belgique      | Championnat d'Europe | La Une                | 706 053         | 45,2%           | VTM                      | 1 082 810       | 42,1%           |
| 10 octobre 2019   | Belgique - Saint-Marin | Championnat d'Europe | La Une                | 732 508         | 46,4%           | VTM                      | 1 103 219       | 42,4%           |
| 13 octobre 2019   | Belgique - Kazakhstan  | Championnat d'Europe | La Une                | 476 898         | 53,8%           | VTM                      | 756 940         | 63,9%           |
| 16 novembre 2019  | Russie - Belgique      | Championnat d'Europe | La Une                | 679 709         | 49,6%           | VTM                      | 1 022 961       | 53,4%           |
| 19 novembre 2019  | Belgique - Chypre      | Championnat d'Europe | La Une                | 726 178         | 42,7%           | VTM                      | 1 111 398       | 36,4%           |

Source : CIM.

## Sources

### Statistiques
1. ↑  « CLASSEMENT MASCULIN », sur fifa.com, FIFA, 19 décembre 2019 (consulté le 26 juin 2021)
2. ↑  « RÉSULTATS PUBLICS », sur cim.be, CIM